# 半田真一 (野球)
半田 真一（はんだ しんいち、1980年4月5日 - ）は、和歌山県和歌山市出身の日本の高校野球指導者。和歌山市立和歌山高等学校商業科教諭。

## 経歴
和歌山市立有功小学校時には「有功少年野球クラブ」、和歌山市立有功中学校時には学校の軟式野球部でプレー。小・中学校の先輩には元プロ野球選手で同じ和歌山県内でライバル校でもある、智辯和歌山高校の監督を務める中谷仁がいる。
高校は県内の公立高校の強豪・和歌山市立和歌山商業高校に進学。遊撃手や左翼手として活躍し、副主将も務めた。
愛知学院大学に進学。大学では主務としてチームを支えた。
大学卒業後の2004年4月からは母校の市和歌山商業高校のコーチに就任。2012年秋季大会からは市和歌山高校の監督に就任。チームを甲子園に春夏合わせて7回導いている。

## 著名な教え子
- 川端慎吾
- 阪口哲也
- 益田直也
- 三家和真
- 小園健太
- 松川虎生